# Municipio de Spring Brook (Pensilvania)
El municipio de Spring Brook (en inglés: Spring Brook Township) es un municipio ubicado en el condado de Lackawanna en el estado estadounidense de Pensilvania. En el año 2000 tenía una población de 2.367 habitantes y una densidad poblacional de 26.8 personas por km².

## Geografía
El municipio de Spring Brook se encuentra ubicado en las coordenadas 41°18′00″N 75°34′59″O / 41.30000, -75.58306.

## Demografía
Según la Oficina del Censo en 2000 los ingresos medios por hogar en la localidad eran de $43,500 y los ingresos medios por familia eran de $50,811. Los hombres tenían unos ingresos medios de $37,632 frente a los $24,950 para las mujeres. La renta per cápita de la localidad era de $19,622. Alrededor del 6,5% de la población estaba por debajo del umbral de pobreza.